# パルミ
パルミ（イタリア語: Palmi）は、イタリア共和国カラブリア州レッジョ・カラブリア県にある、人口約19,000人の基礎自治体（コムーネ）。

## 地理

### 位置・広がり

#### 隣接コムーネ
隣接するコムーネは以下の通り。
- ジョイア・タウロ
- セミナーラ

## 行政

### 分離集落
パルミには、以下の分離集落（フラツィオーネ）がある。
- Ciambra, Cola di Reggio, Trodio, Forcanello, Girone, Marina di Palmi, Palmi Scalo, Pietrenere, Pille, Pontevecchio, Prato, Prato Superiore, Profania, San Fantino, San Filippo, San Miceli, Sant'Elia, Scinà, Taureana, Tonnara, Vitica

## 姉妹都市
- ヴィアレッジョ、イタリア
- ヴァラッツェ、イタリア